# کشتارهای کوشه
کشتار کوشه (به انگلیسی: Kosheh massacres) به بیست و یک قربانی مسیحی قبطی که در روستای ال-کوشه در مصربالایی قربانی شده‌اند اشاره دارد. این کشتار میان ۳۱ دسامبر ۱۹۹۹–۲ ژانویه ۲۰۰۰ صورت گرفت.